# Übersee-Museum

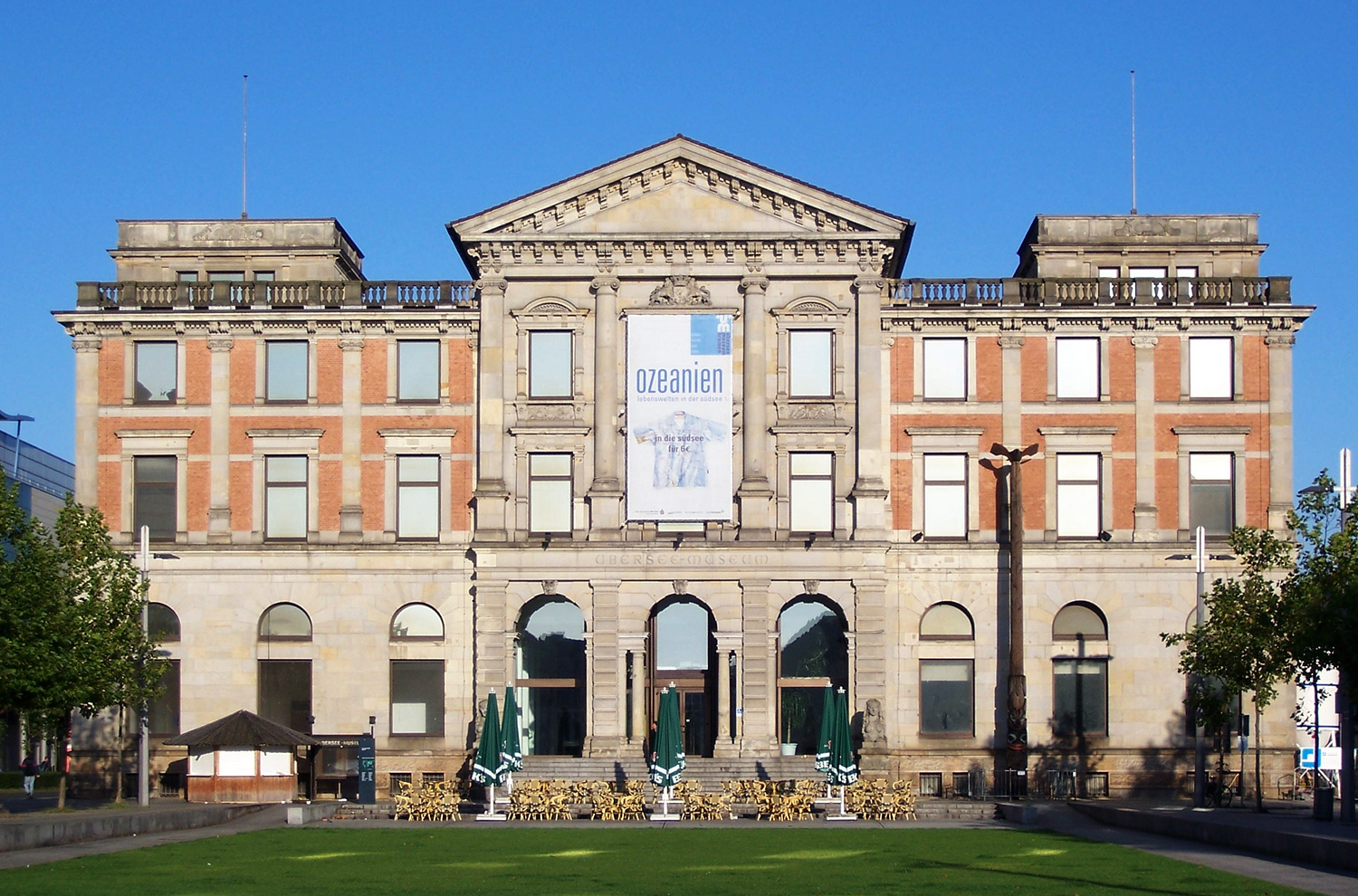
Übersee-Museum (2005)

Das Übersee-Museum Bremen vereinigt natur-, völker- und handelskundliche Themen und Sammlungen unter einem Dach. Das 1896 eröffnete Museum befindet sich in der Bremer Innenstadt direkt am Hauptbahnhof am Bahnhofsplatz. In einer integrierten Ausstellung über Natur, Kultur und Handel präsentiert es Aspekte überseeischer Lebensräume mit Dauerausstellungen zu Asien, Südsee/Ozeanien, Amerika, Afrika und zu Globalisierungsthemen.
Das Gebäude steht seit 1993 unter Denkmalschutz.

## Geschichte

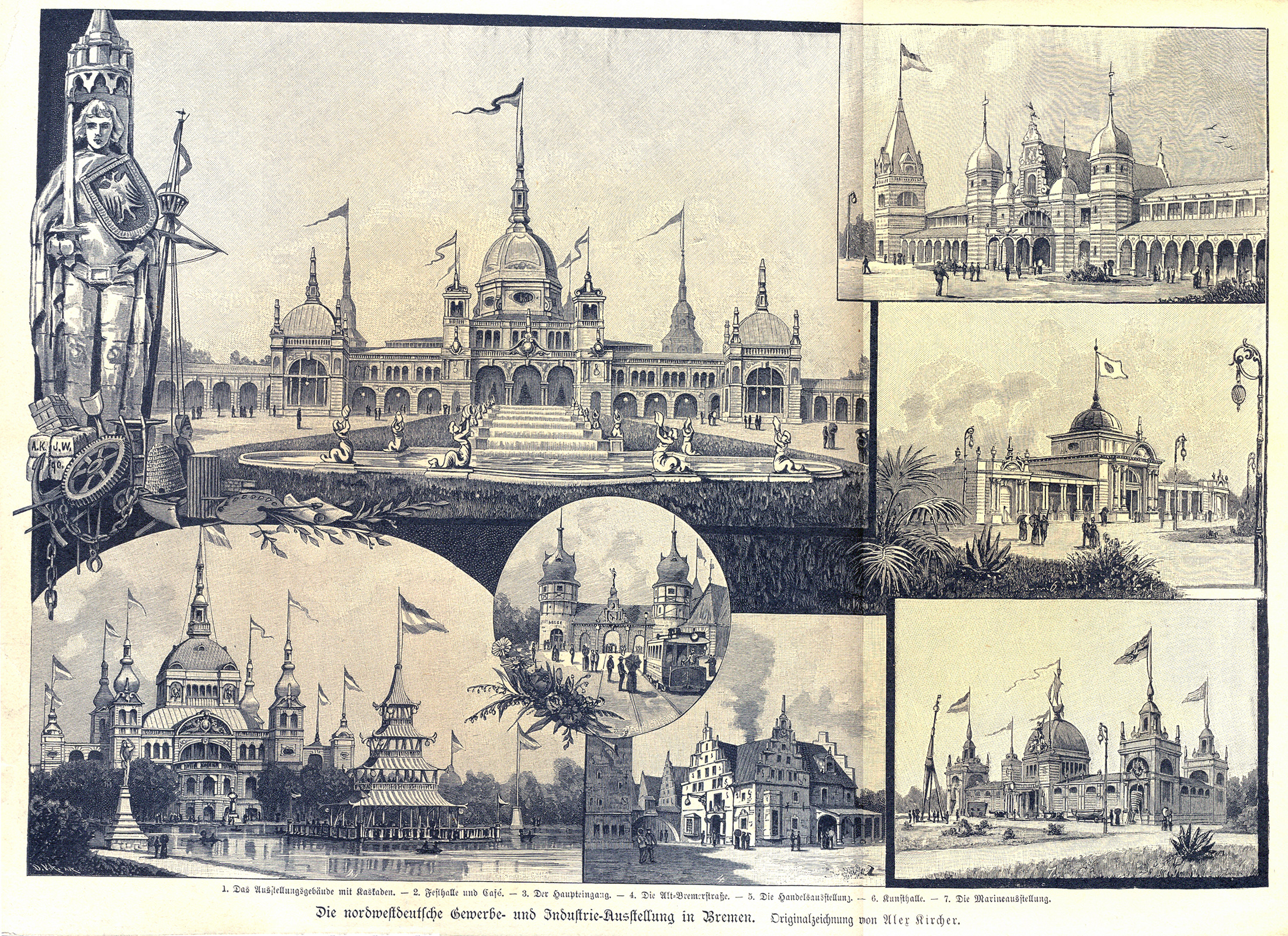
Verschiedene Bauten der Nordwestdeutschen Gewerbe- und Industrieausstellung 1890

Unter dem Namen „Städtische Sammlungen für Naturgeschichte und Ethnographie“ gingen 1875 die Sammlungen des „Naturwissenschaftlichen Vereins“, einer Gründung der „Gesellschaft Museum“, und Sammlungen einer 1872 gegründeten „Anthropologischen Kommission“ in das Eigentum der Stadt Bremen über.
Auf der „Nordwestdeutschen Gewerbe- und Industrieausstellung“ 1890 im Bürgerpark hatten diese Sammlungen in der Abteilung „Handels- und Kolonialausstellung“ einen so großen Erfolg, dass diese über das Ende der Gewerbe- und Industrieausstellung hinaus bis 1895 weiter ausgestellt wurden. Das Übersee-Museum Bremen verfügt über eine umfassende Kamerun-Sammlung, die im Jahr 2023 noch 2250 von ursprünglich 22.737 Inventarnummern zählte. Noch während dieser Zeit befürworteten kaufmännische Kreise und die Sparkasse, dafür ein eigenes Museum zu bauen. Nach dem Programm von Direktor Schauinsland und Planungen durch Oberbaudirektor Franzius, Baumeister Ludwig Beermann und Bauinspektor Heinrich Flügel (beide Hochbauinspektion) wurde der Rohbau 1893 fertiggestellt. Am 15. Januar 1896 eröffneten die Senatoren Carl Barkhausen und Hermann Gröning sowie Direktor Schauinsland das „Städtische Museum für Natur-, Völker- und Handelskunde“.
Durch einen Umbau in den Jahren 1908 bis 1911 erhielt das zunächst nur mit einem Lichthof ausgestattete Gebäude nach Westen hin einen Anbau mit einem weiteren Lichthof und die Frontseite wurde verändert. Der Direktor und Zoologe Schauinsland schuf ein erfolgreiches Schaumuseum, das Wissenschaft und Volksbildung verbinden sollte und unternahm selbst mehrere größere Sammlungsreisen.
Nach der Machtergreifung betrieben die Nationalsozialisten 1933 die Entlassung von Schauinsland unter unwürdigen Umständen. Unter seinem Nachfolger Carl Friedrich Roewer hieß das Museum zunächst „Staatliches Museum für Natur-, Völker- und Handelskunde“, ab 1935 dann „Deutsches Kolonial- und Übersee-Museum“ mit Spezialausstellungen zu Walfang, aber auch zu Kolonien und Rassenkunde.
Die Luftangriffe auf Bremen im Zweiten Weltkrieg trafen das Gebäude schwer und zerstörten einen Teil der Exponate. Der Wiederaufbau begann 1946 mit einer neuen Konzeption, Information über die Dritte Welt und die museumspädagogische Orientierung wurden verstärkt. 1949 konnten Besucher wieder Teile der Sammlungen besichtigen.
Im Jahr 1951 erhielt das Museum den heutigen Namen. Von 1962 bis 1971 war Hermann Friedrich Direktor des Museums; er baute die naturwissenschaftlichen Schausammlungen aus. Von 1976 bis 1978 war es für Umbauten und Neuordnung der Sammlungen geschlossen; die Wiedereröffnung nach einer neuen Konzeption erfolgte 1979. Das seit 1911 im Keller befindliche Aquarium und das damit verbundene Terrarium wurden im Krieg beschädigt und die veraltete Anlage nicht wieder in Betrieb genommen, ein Plan zum Neubau im Jahr 2000 verworfen.
1985 gründete sich mit dem „Freundeskreis des Übersee-Museums e. V.“ ein Förderverein, dessen Ziel es ist, die Attraktivität des Museums zu erhalten und zu verbessern.
Der 100. Jahrestag des Museums wurde 1996 mit Sonderausstellungen begangen.
Das Museum, bis 1998 eine nachgeordnete Dienststelle des Senators für Bildung, Wissenschaft, Kunst und Sport, wurde am 1. Januar 1999 in eine Stiftung des öffentlichen Rechts umgewandelt. Im gleichen Jahr wurde das Übermaxx eröffnet, ein Schaumagazin, das Viola König, ehemalige Direktorin des Museums, entworfen hatte und das gemeinsam mit dem Kinobetreiber Hans Joachim Flebbe CinemaxX in nur drei Jahren Bauzeit errichtet und nur einem Jahr Umzug bestückt wurde. Es befindet sich auf dem Grundstück der ehemaligen Staatsbibliothek. Hier werden auf insgesamt fünf Etagen 30.000 Sammlungsgegenstände aus den Bereichen Naturkunde, Völkerkunde und Handelskunde aufbewahrt und gleichzeitig der Öffentlichkeit zugänglich gemacht.
Seit Oktober 2019 widmet sich die Ausstellung „Spurensuche – Geschichte eines Museums“ der Herkunftsgeschichte von Objekten, die aus ehemaligen Kolonien stammen. In dieser Ausstellung setzt sich das Museum kritisch mit seiner eigenen Vergangenheit auseinander.

## Direktoren
- 1887 bis 1933 Hugo Schauinsland (1857–1937), Zoologe, Gründungsdirektor
- 1933 bis 1945 Carl Friedrich Roewer (1881–1963), Zoologe, Arachnologe
- 1945 bis 1946 kommissarisch Herbert Abel (1911–1994), Wirtschaftsgeograph
- 1946 bis 1947 Alfred Nawrath (1890–1970), Altphilologe
- 1947 bis 1948 kommissarisch  Ferdinand Albert Pax (1885–1964), Zoologe
- 1948 bis 1950 kommissarisch Herbert Abel
- 1950 bis 1962 Helmuth O. Wagner (1897–1977), Ornithologe
- 1962 bis 1971 Hermann Friedrich (1906–1997), Biologe
- 1971 bis 1975 Herbert Abel (1911–1994), Wirtschaftsgeograph
- 1975 bis 1991 Herbert Ganslmayr (1937–1991), Ethnologe
- 1992 bis 2001 Viola König (* 1952), Ethnologin
- seit 2002 Wiebke Ahrndt (* 1963), Ethnologin

## Museum heute

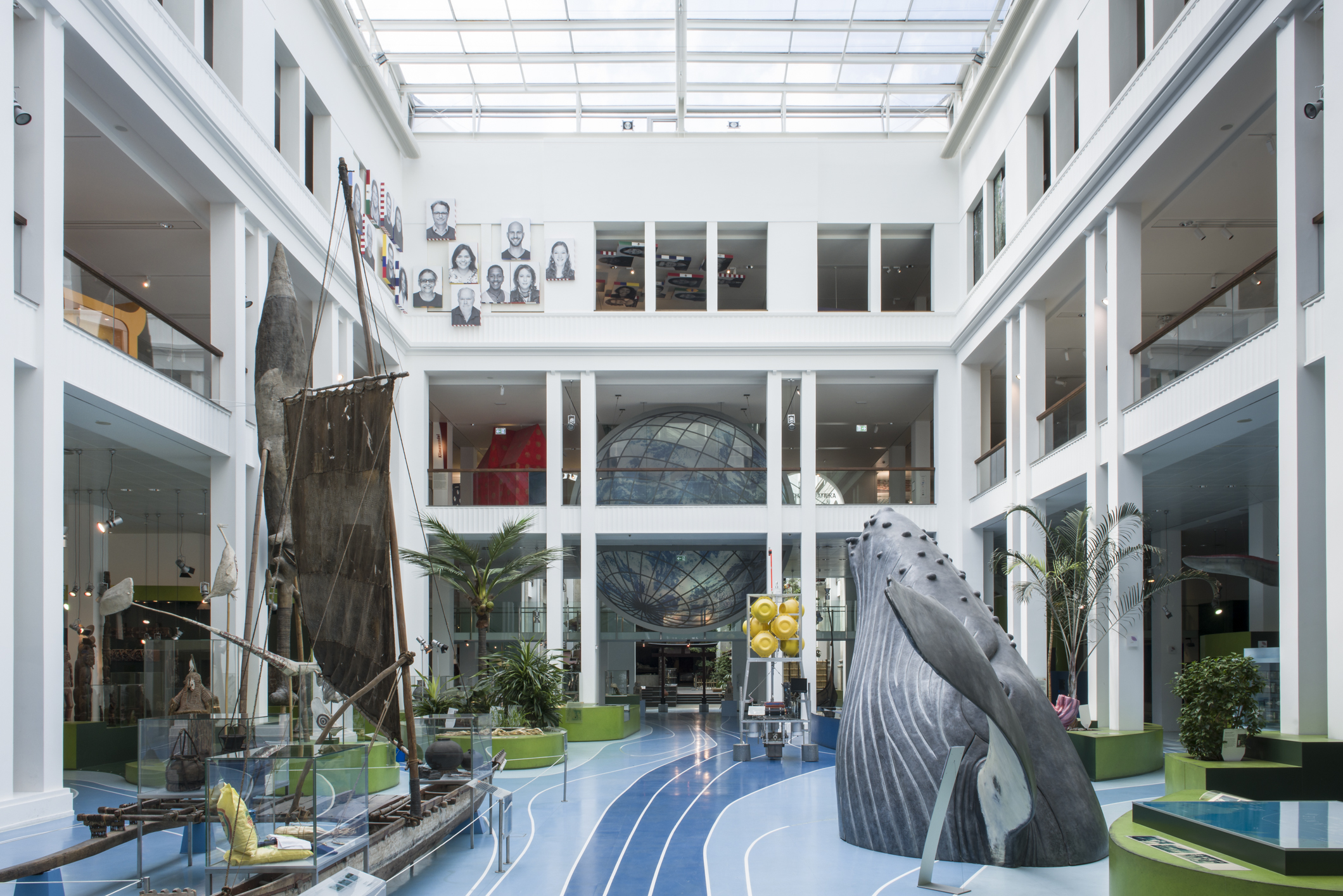
Der erste Lichthof

Das Museum bietet dem Besucher Unterhaltung, Erlebnis und Bildung und richtet sich mit seinen museumspädagogischen Angeboten besonders an Lehrer und Schüler (u. a. auch durch ein Gamelan-Ensemble). Das Projekt „Forschen in eigener Sache“ erhielt 2009 den BKM-Preis Kulturelle Bildung.
Seit Anfang 2006 können Besucher des Museums mit dem Multimedia-Guide xpedeo durch die Ausstellungen navigieren, individuelle Führungen starten oder über Infrarotbaken Informationen zu den verschiedenen Themenbereichen des Hauses abrufen.

## Übermaxx

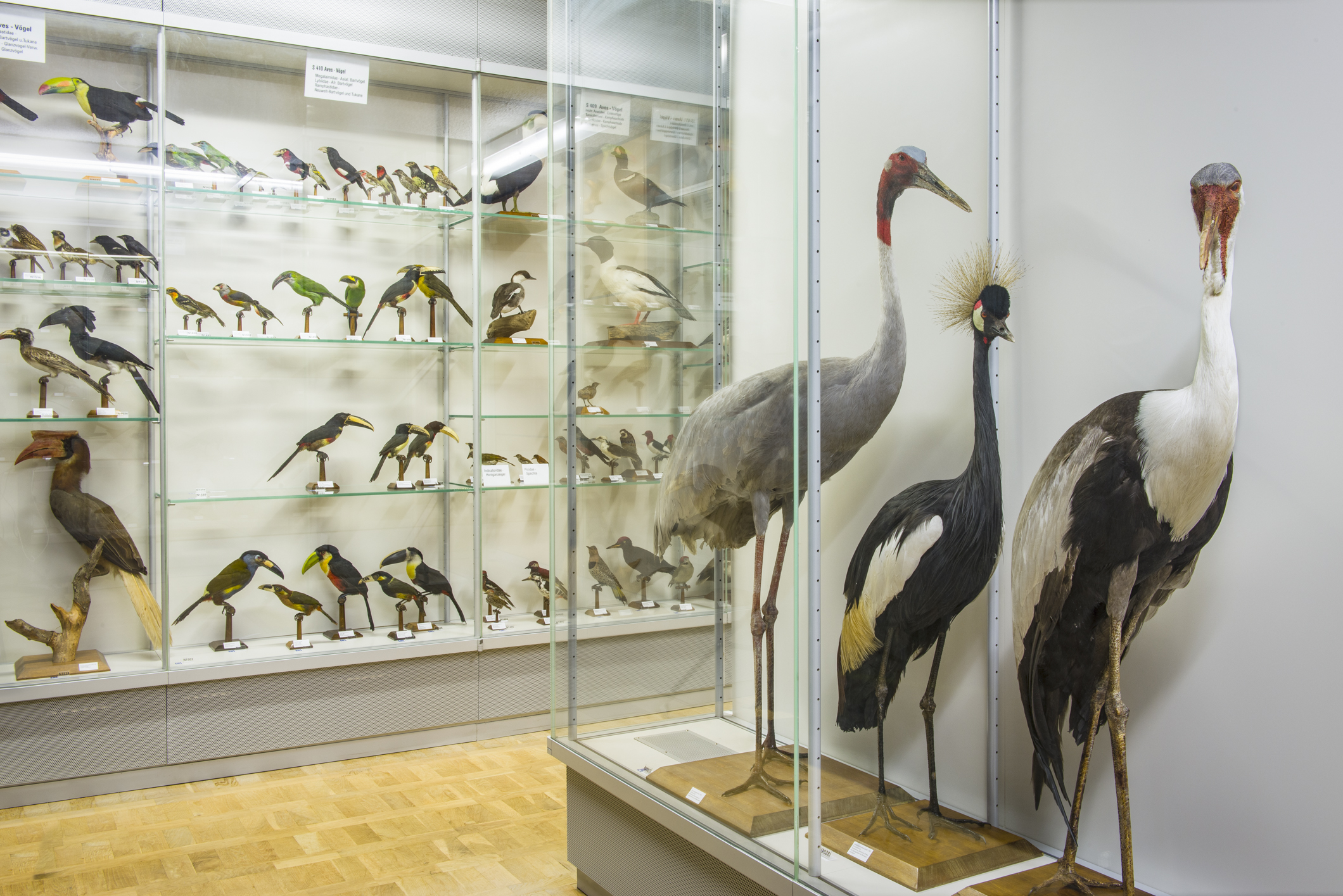
Schaumagazin Übermaxx

Seit 1999 ist das Magazin in großen Teilen für Besucher zugänglich. Übermaxx ist eine Wortschöpfung aus Übersee-Museum und Cinemaxx. Das als Übermaxx bezeichnete öffentlich zugängliche Schaumagazin befindet sich in einem gegenüberliegenden Gebäude, das gemeinsam mit den Kinos Cinemaxx-Kinos genutzt wird und ist über eine Brücke im 3. Stockwerk zu erreichen. Die Schausammlung nimmt drei Etagen ein und hat eine Fläche von 2000 m². Hier sind die Gegenstände lediglich thematisch auf engem Raum in Vitrinen angeordnet, ohne weitere Erläuterungen. Lediglich über die Nummerierung und ein zugängliches Computersystem kann man sich weitere Informationen verschaffen. 

## Naturkundliche Sammlung
Die naturkundliche Abteilung ist nach dem Umbau im Übermaxx untergebracht. Öffentlich zugänglich sind rund 10.000 Objekte aus der Sammlung. Die Präparate sind gemäß der derzeitigen biologischen Systematik geordnet.
In den Sammlungen befinden sich Tier-, Pilz- und Pflanzenexponate. Die letzte Sammel- und Forschungsreise des Museums fand in den 1970er Jahren statt. Das Museum übernimmt Sammlungen von Privatleuten und kleineren Einrichtungen. Außerdem hält es viele Erstfundstücke aus dem Bundesland Freie Hansestadt Bremen vor. So stammt beispielsweise der Erstnachweis der Gelbhalsmaus (Apodemus flavicollis) in Bremen aus den 1990er Jahren und ist in der Sammlung dokumentiert.

## Ausstellungen
Wichtige Ausstellungen der letzten Jahre:
- 18. Februar 2006: Wiedereröffnung der neu gestalteten Dauerausstellung Asien – Kontinent der Gegensätze
- 18. November 2006: Eröffnung des vergrößerten Sonderausstellungsraums mit 1001 Nacht – Wege ins Paradies, Katalog: Verlag Philipp von Zabern, Mainz
- 08. Oktober 2011 bis 29. April 2012: Vodou – Kunst und Kult aus Haiti
- 10. Oktober 2014 bis 5. April 2015: China unter Mao
- 07. November 2015 bis 24. April 2016: Faszination Wale – Mensch. Wal. Pazifik.
- 25. Februar 2017 bis 23. April 2017: Rückblende – Streiflichter aus den Bremer Häfen
- 03. November 2017 bis 1. Mai 2018: Cool Japan – Trend und Tradition
- 08. Februar 2018 bis 22. April 2018: Leben am Polarkreis
- 17. Mai 2018 bis 17. Juni 2018: Grasart
- 23. August 2018 bis 25. November 2018: Australische Ghostnets – Kunst aus dem Meer
- 27. Oktober 2018 bis 28. April 2019: Antarctica
- 07. Februar 2019 bis 21. April 2019: Hongkong Connection
- 28. Juni 2019 bis 3. November 2019: Naturalia Artistica
- 26. Oktober 2019: Spurensuche – Geschichte eines Museums
- 21. Februar – 22. Oktober 2020: Aus den Augen? Postkoloniale Fragmente
- 21. Mai 2021 bis 10. Juli 2022: Korallenriffe. Vielfältig. Verletzlich. Verloren?
- 02. Oktober 2021 bis 10. April 2022: Junge Wilde – Tierisch erwachsen werden
- 02. September 2022 bis 5. März 2023: Facettenreiche Insekten – Vielfalt, Gefährdung, Schutz